# Feylinia grandisquamis
Feylinia grandisquamis är en ödleart som beskrevs av Müller 1910. Feylinia grandisquamis ingår i släktet Feylinia och familjen skinkar. Inga underarter finns listade i Catalogue of Life.
Arten förekommer i centrala Afrika från Kamerun till Angola. Honor lägger inga ägg utan föder levande ungar. Ödlan lever i låglandet och i kulliga regioner upp till 520 meter över havet. Den vistas i regnskogar och gräver i lövskiktet samt i marken.
För beståndet är inga hot kända. Hela populationen anses vara stabil. IUCN listar arten som livskraftig (LC).